# Liste der denkmalgeschützten Objekte in Gattendorf (Burgenland)
Die Liste der denkmalgeschützten Objekte in Gattendorf enthält die 15 denkmalgeschützten, unbeweglichen Objekte der Gemeinde Gattendorf im Burgenland (Bezirk Neusiedl am See).

## Denkmäler
| Foto |                 | Denkmal                                                                       | Standort                                                  | Beschreibung | Metadaten |
| ---- | --------------- | ----------------------------------------------------------------------------- | --------------------------------------------------------- | --- | --- |
| ja   | Datei hochladen | Figurenbildstock, Madonna mit Kind HERIS-ID: 9923 Objekt-ID: 5974             | bei Bahnstraße 1, am Ortsfriedhof Standort KG: Gattendorf | Der Bildstock der Madonna mit Kind steht im Friedhofsgelände und ist mit 1745 bezeichnet. | BDA-Hist.: Q38052517 Status: § 2a Stand der BDA-Liste: 2025-06-30 Name: Figurenbildstock, Madonna mit Kind GstNr.: 60 Madonna mit Kinde (Gattendorf) |
| ja   | Datei hochladen | Gräberfeld Bruckenäcker und Zurndorfer Tafel HERIS-ID: 58315 Objekt-ID: 68881 | Bruckenäcker, Zurndorfer Tafel Standort KG: Gattendorf    | | BDA-Hist.: Q38082169 Status: Bescheid Stand der BDA-Liste: 2025-06-30 Name: Gräberfeld Bruckenäcker und Zurndorfer Tafel GstNr.: 395/2, 396, 397, 402/1, 404/1, 404/3, 407, 409, 413, 416, 417, 420/1, 420/2, 421, 422, 423/1, 423/2, 426, 427, 428, 430, 431, 424, 412, 408/2, 98, 211/4 |
| ja   | Datei hochladen | Kath. Pfarrkirche Hl. Dreifaltigkeit HERIS-ID: 9913 Objekt-ID: 5964           | Hauptplatz 5 Standort KG: Gattendorf                      | Die Pfarrkirche ist ein mittelalterlicher Bau mit einem dreijochigen Schiff und einem eingezogenen quadratischen Chor. Im Zuge einer Barockisierung in der 2. Hälfte des 17. Jahrhunderts wurden der Südwestturm mit Schlitzfenstern sowie Seitenkapellen angebaut- 1977/78 erfolgten eine moderne Erweiterung sowie eine Restaurierung. Der Hochaltar und die weitere Innenausstattung stammen größtenteils aus dem 18. Jahrhundert. | BDA-Hist.: Q21037254 Status: Bescheid Stand der BDA-Liste: 2025-06-30 Name: Kath. Pfarrkirche Hl. Dreifaltigkeit GstNr.: 151 Pfarrkirche Gattendorf (Burgenland) |
| ja   | Datei hochladen | Figurenbildstock, hl. Florian HERIS-ID: 9924 Objekt-ID: 5975                  | bei Hauptplatz 5 Standort KG: Gattendorf                  | Der Figurenbildstock des hl. Florian im Kirchhof stammt vom Anfang des 19. Jahrhunderts. | BDA-Hist.: Q38052576 Status: § 2a Stand der BDA-Liste: 2025-06-30 Name: Figurenbildstock, Hl. Florian GstNr.: 151 Hl Florian (Gattendorf) |
| ja   | Datei hochladen | Altes Schloss HERIS-ID: 9914 Objekt-ID: 5965                                  | Obere Dorfstraße 18 Standort KG: Gattendorf               | Ein mächtiger Zweiflügelbau mit einer Kernsubstanz aus dem 17. Jahrhundert. Das rustizierte Portal in der siebenachsigen Hauptfront stammt aus dem 17. Jahrhundert und die ionischen Riesenpilaster aus der 2. Hälfte des 18. Jahrhunderts | BDA-Hist.: Q38052205 Status: Bescheid Stand der BDA-Liste: 2025-06-30 Name: Altes Schloss GstNr.: 351/2 Altes Schloß (Gattendorf) |
| ja   | Datei hochladen | Ehem. Schlossberg’scher Judenhof HERIS-ID: 246991seit 2024                    | Obere Dorfstraße 18a Standort KG: Gattendorf              | Im Meierhof neben dem Alten Schloss wohnte in der zweiten Hälfte des 18. Jahrhunderts ein großer Teil der jüdischen Gemeinde von Gattendorf, hier war auch bis zum Bau der nahegelegenen (1938 abgerissenen) Synagoge ein Bethaus eingerichtet. | BDA-Hist.: Q126122316 Status: § 57-Mandatsbescheid Stand der BDA-Liste: 2025-06-30 Name: Ehem. Schlossberg’scher Judenhof GstNr.: 351/1 |
| ja   | Datei hochladen | Neues Schloss HERIS-ID: 9915 Objekt-ID: 5966                                  | Obere Dorfstraße 20 Standort KG: Gattendorf               | Das Neue Schloss besteht straßenseitig aus einem zweiflügeligen Verwaltungsgebäude. Daran schließt ein dreigeschoßiges Schlösschen mit zehnachsiger Gartenfassade an. | BDA-Hist.: Q38052258 Status: Bescheid Stand der BDA-Liste: 2025-06-30 Name: Neues Schloss GstNr.: 352/1 Neues Schloß (Gattendorf) |
| ja   | Datei hochladen | Villa Schreder HERIS-ID: 254614seit 2024                                      | Obere Hauptstraße 2 Standort KG: Gattendorf               | Die Villa wurde für den Seifenfabrikanten Gustav Schreder 1892 errichtet, der in der Gegend eine Pferdezucht betrieb. Der Architekt ist nicht bekannt. | BDA-Hist.: Q126122318 Status: Bescheid Stand der BDA-Liste: 2025-06-30 Name: Villa Schreder GstNr.: 104/1 Villa Schreder, Gattendorf |
| ja   | Datei hochladen | Wirtschaftsgebäude der ehem. Villa Schreder HERIS-ID: 254616seit 2024         | Obere Hauptstraße 2, bei Standort KG: Gattendorf          | Das ziegelsichtige Nebengebäude der Villa diente ursprünglich als Pferdestall für das mit der Villa verbundene Gestüt. Bis in die 1920er gab es ein Pendant auf der anderen Seite des Grundstücks. | BDA-Hist.: Q126122320 Status: Bescheid Stand der BDA-Liste: 2025-06-30 Name: Wirtschaftsgebäude der ehem. Villa Schreder GstNr.: 104/1 |
| ja   | Datei hochladen | Figurenbildstock, hl. Johannes Nepomuk HERIS-ID: 9920 Objekt-ID: 5971         | bei Obere Hauptstraße 6 Standort KG: Gattendorf           | Der Bildstock des hl. Johannes Nepomuk vom Anfang des 18. Jahrhunderts steht an einer Straßenkreuzung nordwestlich des Ortszentrums. | BDA-Hist.: Q38052395 Status: § 2a Stand der BDA-Liste: 2025-06-30 Name: Figurenbildstock, hl. Johannes Nepomuk GstNr.: 367/1 |
| ja   | Datei hochladen | Steinpfeiler HERIS-ID: 9919 Objekt-ID: 5970                                   | gegenüber Obere Hauptstraße 43 Standort KG: Gattendorf    | Der Steinpfeiler an der Ortsausfahrt Richtung Neudorf ist mit 1625 bezeichnet. | BDA-Hist.: Q38052368 Status: Bescheid Stand der BDA-Liste: 2025-06-30 Name: Steinpfeiler GstNr.: 1184/1 Steinpfeiler (Gattendorf) |
| ja   | Datei hochladen | Jüdischer Friedhof HERIS-ID: 98661 Objekt-ID: 114601                          | Untere Dorfstraße 50, südlich Standort KG: Gattendorf     | Der außerhalb des Ortes liegende Friedhof hat eine Größe von 2733 m², worauf sich 120 Grabsteine befinden. Er diente ab Mitte des 19. Jahrhunderts auch der jüdischen Bevölkerung der nahe liegenden Orte Nickelsdorf und Neudorf bei Parndorf als Begräbnisstätte. | BDA-Hist.: Q1716204 Status: § 2a Stand der BDA-Liste: 2025-06-30 Name: Jüdischer Friedhof GstNr.: 488 Jüdischer Friedhof (Gattendorf) |
| ja   | Datei hochladen | Kapelle hl. Anna HERIS-ID: 9917 Objekt-ID: 5968                               | Standort KG: Gattendorf                                   | Die Kapelle zur hl. Anna südwestlich des Ortes ist ein einfacher Bau mit geschweiftem Giebel und Fassadentürmchen. Sie wurde 1705 errichtet und Ende des 18. Jahrhunderts erneuert. | BDA-Hist.: Q38052292 Status: Bescheid Stand der BDA-Liste: 2025-06-30 Name: Kapelle hl. Anna GstNr.: 2035/4 Kapelle Hl Anna (Gattendorf) |
| ja   | Datei hochladen | Kreuzwegstationen HERIS-ID: 9921 Objekt-ID: 5972                              | Standort KG: Gattendorf                                   | | BDA-Hist.: Q38052435 Status: Bescheid Stand der BDA-Liste: 2025-06-30 Name: Kreuzwegstationen GstNr.: 2035/4 Kreuzwegstationen (Gattendorf) |
| ja   | Datei hochladen | Ölberggruppe HERIS-ID: 9922 Objekt-ID: 5973                                   | Standort KG: Gattendorf                                   | | BDA-Hist.: Q38052457 Status: Bescheid Stand der BDA-Liste: 2025-06-30 Name: Ölberggruppe GstNr.: 2035/4 Ölberggruppe (Gattendorf) |